# Myriocladus
Myriocladus is een geslacht uit de grassenfamilie (Poaceae). De soorten van dit geslacht komen voor in Zuid-Amerika.

## Soorten
De Catalogue of New World Grasses [5 december 2011] erkent de volgende soorten:
- Myriocladus cardonae
- Myriocladus churunensis
- Myriocladus distantiflorus
- Myriocladus exsertus
- Myriocladus grandifolius
- Myriocladus involutus
- Myriocladus longiramosus
- Myriocladus neblinaensus
- Myriocladus paludicola
- Myriocladus simplex
- Myriocladus steyermarkii
- Myriocladus virgatus